# Sporobolus farinosus
Espèce
Sporobolus farinosus est une espèce de plantes monocotylédones de la famille des Poaceae, sous-famille des Chloridoideae, originaire de Micronésie.
Ce sont des plantes herbacées vivaces, cespiteuses, aux tiges (chaumes) dressées pouvant atteindre 60 cm de haut, et aux inflorescences en panicules spiciformes.
Le fruit est un caryopse au péricarpe tendre et non adhérent à la graine.
Cette espèce est considérée comme endémique de Micronésie ou de groupes d'îles situées en Micronésie. Elle a été signalée notamment à Guam, aux îles Mariannes et à Fais.